# لوکیوس تارکوئینیوس متکبر
لوکیوس تارکوئینیوسِ متکبر (به لاتین: Lucius Tarquinius Superbus) (فوت شده در ۴۹۵ قبل از میلاد) هفتمین و آخرین پادشاه روم بود که از ۵۳۴ قبل از میلاد تا ۵۰۹ ق.م. پادشاهی کرد. در این سال، به‌خاطر تجاوز پسرش سکستوس به لوکرتیا انقلابی روی داد که رژیم پادشاهی را سرنگون و جمهوری روم را برقرار کرد.

## نسب
طبق گفتهٔ تیتوس لیویوس، تاریخ‌نگار مشهور رومی، او فرزند یا نوهٔ پنجمین پادشاه روم، لوکیوس تارکوئینیوس پریسکوس، بوده‌است؛ چون بیشتر مؤرخان او را پسرِ پریسکوس پنداشته‌اند، پس ما نیز بهتر است او را پسرش بینگاریم. او همچنین داماد سرویوس تولیوس، ششمین پادشاه روم، نیز بود اما در ۵۳۴ ق.م. پدرزن خود را کشت و به جای او شاه روم شد.
پدرش، لوکیوس تارکوئینیوس پریسکوس، سال‌های ۶۱۶ تا ۵۷۸ ق.م. سلطنت کرده بود، و نام پدر او دماراتوسِ اهل کورینت ـ از اهالی شهر یونانی کورینت ـ بود که در سدهٔ هفتم ق.م. به ایتالیا مهاجرت کرده و در یکی از شهرهای ایتالیایی متعلق‌به اتروسکان به‌نام تارکوئینیئی (امروزه تارکوئینیا) ساکن شده بود و در آنجا صاحب فرزندی شد به‌نام لوکومو ـ که بعدها لوکیوس تارکوئینیوس پریسکوس نامیده شد. این تارکوئینیوس پریسکوس، چون در شهر تارکوئینیئی مهاجر محسوب می‌شد، مورد تحقیر اتروسکان بود و فرصتی برای ترقی اجتماعی نداشت. پس به‌ناچار و به پیشنهاد همسر ثروتمندش تاناکوئیل از آنجا به روم مهاجرت کرد که در آن دوره شهری جوان و مهاجرپذیر بود و، برای همین، امکان رشد و ترقی اجتماعی را برای مهاجران فراهم می‌کرد. او در این شهر، با گشاده‌دستی و بذل و بخشش به شهروندان روم، توجه پادشاه روم، آنکوس مارکیوس، را جلب کرد و حتی به دربار او راه یافت و مربیِ فرزندانِ وی شد. با مرگ پادشاه، وقتی نشست مردمی برگزار شد تا پادشاه پنجم را انتخاب کنند، تارکوئینیوس پریسکوس با ارائهٔ نطقی استادانهْ توده‌ها را تشویق و راضی کرد که رأی به سلطنت او بدهند، و بدین‌گونه سلطنت خاندان تارکوئینیان بر روم شروع شد، خاندانی که اصالتاً یونانی (از جانب پدرشان دماراتوس) و اتروسکی (از جانب مادر) بودند. برای آنکه تارکوئینیوس‌های پدر و پسر با یکدیگر مشتبه نشوند، پدر را لوکیوس تارکوئینیوس پریسکوس (پنجمین پادشاه روم) و پسر را لوکیوس تارکوئینیوسِ متکبر (هفتمین پادشاه روم) نامیدند.

## رسیدن به پادشاهی

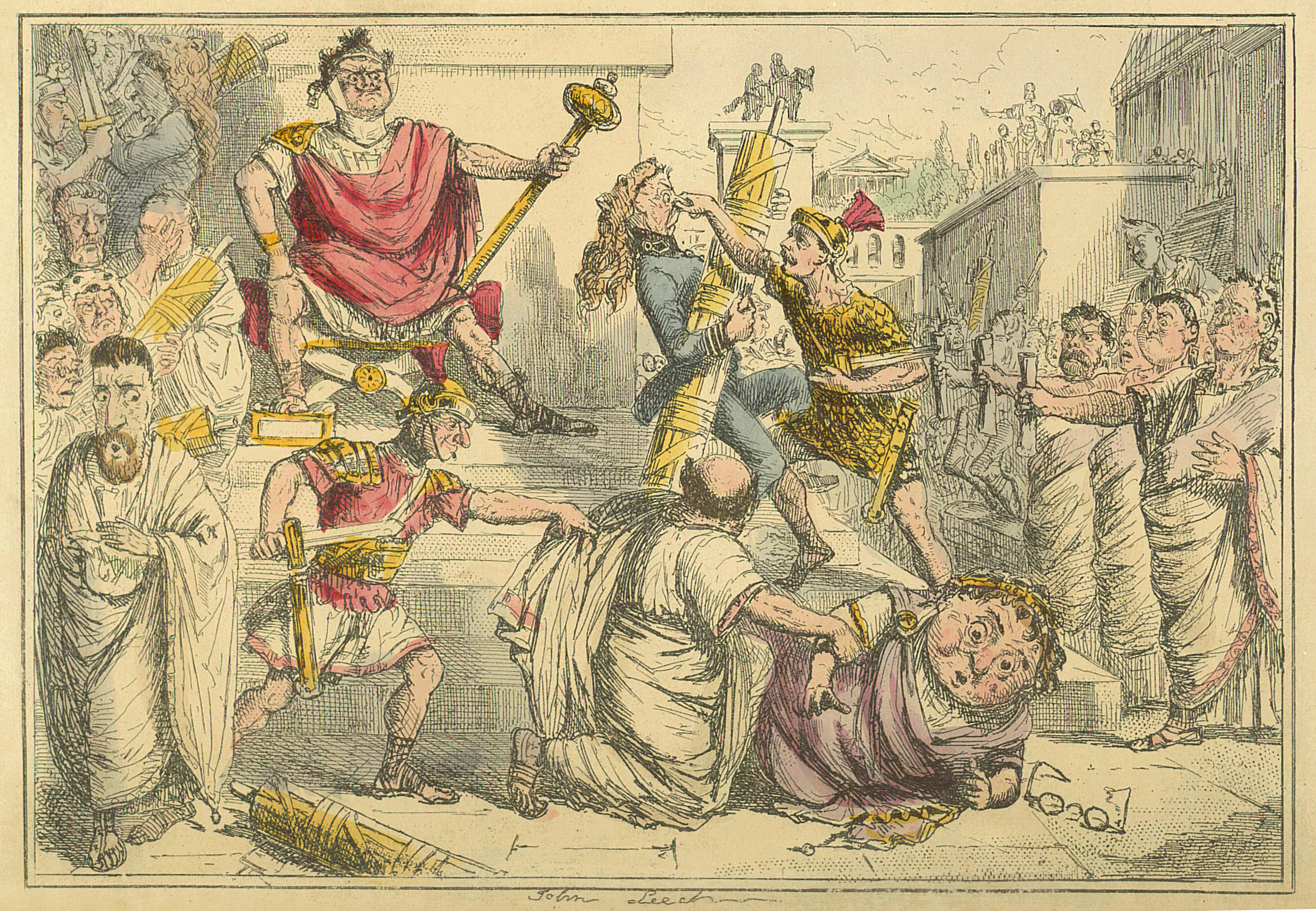
در ۵۳۴ ق.م. تارکوئینیوسِ متکبرْ پدرزنش سرویوس تولیوس (ششمین و موفق‌ترین پادشاه روم) را کنار می‌زند و خود را شاه می‌خواند.

پس از مرگ تارکوئینیوس پریسکوس (تارکوئینیوسِ اول) در ۵۷۸ ق.م. دامادش سرویوس تولیوس به پادشاهی رسید و نگذاشت پادشاهی به پسران شاه (آرونس و لوکیوسِ متکبر) برسد، و برای آنکه این دو پسرِ شاه دچار کینه نسبت به او نشود، دو دخترش، تولیای بزرگ‌تر و تولیای جوان‌تر، را به‌ترتیب به عقد ازدواج لوکیوس و آرونس درآورد و خود تا ۵۳۴ ق.م. ششمین پادشاه روم بود و، به‌گفتهٔ تیتوس لیویوس، از تمامی پادشاهان پیش از خودش موفق‌تر بود. لیکن در اواخر دوران سلطنت سرویوس، تولیای جوان‌تر از بی‌عرضگی و ساده‌زیستی شوهرش آرونس منزجر بود و آرزو می‌کرد که کاش برادرشوهرِ جاه‌طلبش، لوکیوس، با او ازدواج می‌کرد. او کم‌کم به دسیسه‌چینی پرداخت و به گفت‌وگوهای مخفیانه با لوکیوس روی آورد و از علاقه‌اش به او گفت. پس از چندی، لوکیوس و تولیای جوان‌تر همسران خود (تولیای بزرگ‌تر و آرونس) را کشتند و با یکدیگر وصلت کردند. تارکوئینیوسِ متکبر تاب نیاورد که تاج‌وتخت پدرش در دست پدرزنش باشد، و به‌تحریک همسرش تولیا شروع به دسیسه‌چینی برای غصب سلطنت کرد و سرویوس را به بی‌قانونی در حکومت متهم کرد. در نتیجهٔ این اتهام، سرویوس از مردم رأی اعتماد خواست و تصادفاً مردم با اتفاق‌آرای بی‌سابقه‌ای به او رأی اعتماد دادند. اما تارکوئینیوس جوان مجاب نشد و دست از تلاش نکشید: سرویوس را کُشت و پادشاهی خود را اعلام کرد.

## سلطنت

### اقدامات مستبدانه
در منابع تاریخی، تارکوئینیوس متکبر حاکمی ستمگر و مستبد توصیف شده‌است. برای نمونه، وقتی به پادشاهی رسید، مانع آن شد که برای پدرزنش سرویوس مراسم ترحیم بگیرند؛ شماری از سناتورهای بزرگ را، که مظنون به طرفداری از سرویوس بودند، کشت و سناتورهای دیگری به‌جایشان نصب نکرد تا قشر سناتورها را خرد و کوچک و تحقیر کرده باشد؛ گرداگرد خویش را با گاردی مسلح احاطه کرد؛ دادگاه‌های نمایشی تشکیل داد و کسانی که منفور می‌داشت یا چشم طمع به دارایی‌شان دوخته بود را اعدام یا تبعید یا جریمه‌ی نقدی کرد؛ نخستین پادشاهی شد که از سنت مشورت با سنا سرباز زد و امور دولت و مملکت را از مجرای دربار اداره کرد؛ با هر دولت‌شهری که دلش می‌خواست معاهده می‌بست یا نقض می‌کرد و نظر سنا را هم نمی‌خواست؛ چون امیدی به پشتیبانی اتباعش نداشت کوشید تا تاج‌وتختش را با اتحاد با بیگانگان پاس بدارد و برای همین با دولت‌شهرهای لاتین متحد شد و حتی دخترش را به اکتاویوس مامیلیوس، از بزرگان دولت‌شهر توسکولوم داد؛ و آخر اینکه توده‌ها را به بیگاری واداشت و از آنان در ساختن معبد ژوپیتر و فاضلاب بزرگ شهری بهره‌کشید و پول بسیار خرج کارهای عمرانی جاه‌طلبانه کرد. توده‌ها به‌سبب همین اعمال خودخواهانه‌اش او را ملقب به «متکبر» کردند. سپس، دستور داد سران دولت‌شهرهای لاتین در بیشه‌ای موسوم‌به فرنتینا گرد بیایند تا با هم درباره‌ی موضوعات و نگرانی‌های مشترک بحث کنند، و تاریخی نیز برای این نشست تعیین کرد. سحرگاهِ روز موعود که فرا رسید، سران دولت‌شهرهای لاتین آمدند اما خودِ تارکوئینیوس تا غروب سر نرسید. یکی از سران دولت‌شهر آریکیا به‌نام تورنوس هردونیوس به‌تندی بر تاکوئینیوسِ غایب تاخت و از دیگر سران خواست که نشست را ترک کنند و بیهوده منتظرش نمانند، چراکه او با این کارش به آنان توهین کرده است. وقتی او مشغول بدگویی از تارکوئینیوس بود، بالاخره تارکوئینیوس سر رسید. او در توجیه تأخیرش به‌دروغ گفت که در طول راهش یک پدر و پسر ــ که با هم اختلاف داشتند ــ از او خواسته بودند میانشان داور شود، و او نیز پذیرفت و به استماع دعوای آنان و قضاوتشان پرداخت و، برای همین، با تأخیر به این نشست رسید. اما تورنوس بدین توجیه قانع نشد و گفت که هیچ دعوای حقوقی کوتاه‌تر و مختصرتر از دعوای میان پدر و پسر نیست، چراکه با این فرمول ساده می‌توان به این دعواها خاتمه داد: «اگر پسر پدرش را اطاعت نکرده باشد، مقصر است.» تارکوئینیوس خشمگین شد و برای از بین بردن آن مخالف سیاسی زمینه‌چینی کرد. بدین صورت که پنهانی غلامِ تورنوس را خرید و مأمورش کرد مقادیر انبوهی شمشیر در اقامتگاه تورنوس تعبیه کند. پس چون غلام این کار را انجام داد، تارکوئینیوس در صبحدمِ روز بعد بزرگان لاتین را فراخواند، و گویی که از اتفاقی بد شوریده باشد، به آنان گفت که تأخیر دیروزش نوعی مشیت خیرخواهانه‌ی خدایان بوده‌ است، چراکه تورنوس دیروز قصد داشته با گروهی از مردان مسلح بر نشست بتازد و نه‌تنها خودِ او را، که بزرگان لاتین را نیز قتل‌عام کند و خودش بر دولت‌شهرهای لاتین مسلط شود. سپس از آنان خواست که به‌سوی اقامتگاه تورنوس بروند. پس او و سران دولت‌شهرهای لاتین جملگی به‌سوی اقامتگاه تورنوس راه افتادند. چون بدانجا رسیدند، تورنوس را از خواب برخیزاندند و بعد که شروع به تفتیش آنجا کردند، شمشیرهایی مخفی از گوشه‌گوشه‌ی آنجا کشف و ضبط شد. پس سران لاتین دروغ‌های تارکوئینیوس را باور کردند و تورنوس را اعدام کردند. او توجه زیادی به طرح‌های جاه‌طلبانه و جنگجویانه کرد، و به خیال اینکه با فتوحات تازه می‌تواند مردم را با خود بر سر مهر بیاورد، بر دولت‌شهر گابیئی و بر وُلسکیان و روتولان هجوم برد. لیویوس می‌گوید که اگر او در سیاست داخلی پادشاه ستم‌پیشه‌ای نمی‌بود، در هنر جنگ با پادشاهان پیش از خودش برابری می‌کرد، زیرا کارنامهٔ ضعیفش در سیاست داخلی سبب شده بود توانمندی‌هایش به‌عنوان یک رهبر نظامی به‌چشم نیاید. به‌هرحال، در جریان جنگ با روتولان، کوشید شهرشان آردئا را باحمله‌ای تصرف کند، اما جنگش با آنان طول کشید و فرساینده شد. پس سعی کرد شهر را با محاصره تسلیم خود کند. برای همین، اردوگاه‌هایی پیرامون آن شهر برپا کرد و سپاهیان را در آن‌ها اسکان داد و خودش هم در اردوگاه ماند، و چون جنگْ بیشتر فرساینده بود تا خونین، به سربازان مرخصی بسیار می‌دادند. در جریان یک باده‌گساری در خیمهٔ فرماندهان، بحث همسرانِ هریک از شاهزادگان به‌میان آمد. آنگاه، هریک با گزافه‌گوییْ زیبایی و کمالات و اخلاقِ همسرِ خودش را ستود و بعد که مجادله داغ شد، لوکیوس تارکوئینیوس کولاتینوس ــ پسرِ پسر عموی پادشاه ــ پیشنهاد کرد که همگی به‌خانهٔ همدیگر بروند و یواشکی رفتار زنانشان را ببینند تا معلوم شود که همسر کدام‌یک از بقیه زیباتر و بااخلاق‌تر است ـ او مطمئن بود که همسر خودش، لوکرتیا، باکمالات‌تر و عفیف‌تر از همسر بقیه است. شاهزادگان پیشنهادش را پذیرفتند و از اردوگاه (در آردئا) به‌سوی روم راه افتادند تا یواشکی همسران یکدیگر را دید بزنند و ببینند که هریک، در غیاب شوهرش، به چه‌کاری مشغول است. آنان دیدند که همسرانِ هرکدامشان فقط مشغول عیاشی با همسالانشان هستند. سپس به‌سوی کولاتیا (منزل کولاتینوس) تاختند تا به خانهٔ کولاتینوس هم بروند و همسر او، لوکرتیا، را هم ببینند و بعد دربارهٔ زنانشان جمع‌بندی کنند. شب‌هنگام، وقتی به خانهٔ کولاتینوس رسیدند، دیدند که لوکرتیا تا پاسی از شب مشغول رشتن پشم است و به کنیزانش هم کمک می‌کند. پس همسرِ کولاتینوس در مسابقهٔ فضیلت زنانه پیروز شد، و کولاتینوس به خودش بالید. سپس به‌سوی اردوگاه در آردئا بازگشتند. این واقعه سرآغاز تجاوز پسر تارکوئینیوس به این زن شد.

### تجاوز پسر کوچکش به لوکرتیا
اما چند روز بعد، جوان‌ترین پسرِ پادشاه، سکستوس تارکوئینیوس، مخفیانه و بی‌آنکه کولاتینوس بداند، به کولاتیا بازگشت و از آن زن عفیف و زیبا خواست به زنا رضایت دهد. چون زن مخالفت کرد، سکستوس شمشیر کشید و او را به تجاوز تهدید کرد، اما زن به‌قیمت جانش نیز تسلیم بدکاری نشد. پس سکستوس او را تهدید به آبروریزی، به‌عنوان آخرین حربه، کرد و گفت که وقتی او را کشت، جنازهٔ لختِ یک غلام را کنارش قرار می‌دهد تا همه بگویند که او در جریان یک زنا، آن هم با یک غلام، کشته شده‌است. لوکرتیا دید که نه‌تنها جان که آبرویش نیز در خطر است، به‌ناچار به زنا رضایت داد. پس از آن، سکستوس، شادمان از مقهور کردن عفت زن، از کولاتیا رفت. لوکرتیا، که بسیار افسرده شده بود، پیکی نزد شوهرش کولاتینوس، در اردوگاه آردئا، و نزد پدرش لوکرتیوس، در روم، فرستاد و از آنان خواست که باشتاب به کولاتیا بیایند، و البته هرکدام یک مرد صمیمی و قابل‌اعتماد با خودش بیاورد. پس آن دو لوکیوس یونیوس بروتوس (خواهرزاده‌ی پادشاه) و پوبلیوس والریوس پوبلیکولا را برگزیدند و با هم، چهار نفری، به منزل لوکرتیا درآمدند. آنجا، لوکرتیا ماجرای تجاوز پسر پادشاه را برایشان شرح داد و از آنان خواست که انتقام او را از سکستوس بِکشند. پس چون آن چهار مرد سوگند انتقام‌گیری خوردند، لوکرتیا خنجری را که زیر جامه‌اش پنهان کرده بود در قلبش فروکرد و خودکشی کرد تا ثابت کند که فقط به‌خاطر حفظ آبرویش مجبور به تن دادن به رابطه با سکستوس شده بود، و گرنه به‌هیچ‌روی راضی به رابطه نبوده‌است.

### انقلاب و براندازی
در حالی‌که همسر و پدرِ لوکرتیا مشغول شیون و زاری بودند، لوکیوس یونیوس بروتوس خنجر را از قلب لوکرتیا درآورد و جلوی خود گرفت و به خون آن زن قسم خورد که انتقامش را می‌کشد و اجازه نمی‌دهد خاندان تارکوئینیان یا هر خاندان دیگری بر روم حکومت کنند. سپس، این چهار مرد جنازهٔ لوکرتیا را برداشته تا میدان عمومی شهر کولاتیا بردند و در معرض دید عموم گذاشتند و هریک از ددمنشی و گستاخی خاندان شاه دادوناله سرداد و کمک خواست ـ خاصه بروتوس از آنان خواست که، به‌جای گریستن بر جنازهٔ زن، دست به شمشیر ببرند و خاندان فاسد شاه را خلع کنند. پس عدهٔ زیادی از جوانان داوطلب شدند و سپاهی تشکیل داده به‌سوی روم راه افتادند. از قضا، چنان‌که پیش‌تر گفته شد، سپاه روم و پادشاهش، چند کیلومتر دورتر، مشغول محاصرهٔ شهر آردئا بودند و از شورش اهالی کولاتیا و حرکتشان به‌سوی روم خبر نداشتند. وقتی سپاه داوطلب کولاتیا به روم درآمد، چون مردم روم می‌دیدند که بروتوس و کولاتینوس و لوکرتیوس و پوبلیکولا ـ چهار تن از اشراف روم ـ در خط مقدم آن سپاه می‌آیند، تعجب کردند. بروتوس رومیان را به میدان مرکزی فراخواند و همان نطقی که برای اهالی کولاتیا ایراد کرده بود را برای رومیان هم کرد و از آنان خواست شمشیر به‌دست بگیرند و رأی به خلع قدرت لوکیوس تارکوئینیوس متکبر و، کلاً، خاندان تارکوئینیان بدهند. رومیان نیز پذیرفتند و با همسر و پدر لوکرتیا همدردی کرده رأی به خلع قدرت تارکوئینیوس ــ که با پسرانش در آردئا بود ــ دادند. وقتی این اخبار انقلابی را به تارکوئینیوس رساندند، او دستپاجه و هراسان با گارد وفادارش به‌سوی روم به‌راه افتاد تا شورش را بخواباند. اما دروازه‌های روم را به رویش بستند و حکم تبعیدش را قرائت کردند و اکثریت سپاهش، که در اردوگاه آردئا مانده بود، نیز با انقلابیان همدلی کرد و به شاه پشت کرد، و او مجبور شد با پسرانش به کائره ــ از دولت‌شهرهای اتروسکان و واقع در شمال روم ــ برود. بدین‌سان، دوران پادشاهی روم (۷۵۳ تا ۵۰۹ ق. م) به‌پایان رسید و جمهوری روم تأسیس شد، حکومتی که، به‌جای یک پادشاه مطلقه، دو کنسول داشت که هر دو نیز به‌دست مردم گزینش می‌شدند و اقتدارشان محدود به یک‌سال بود. نخستین کنسولان این جمهوری بروتوس (انتقام‌جوی لوکرتیا) و کولاتینوس (شوهر لوکرتیا) بودند.

## پس از خلع از سلطنت

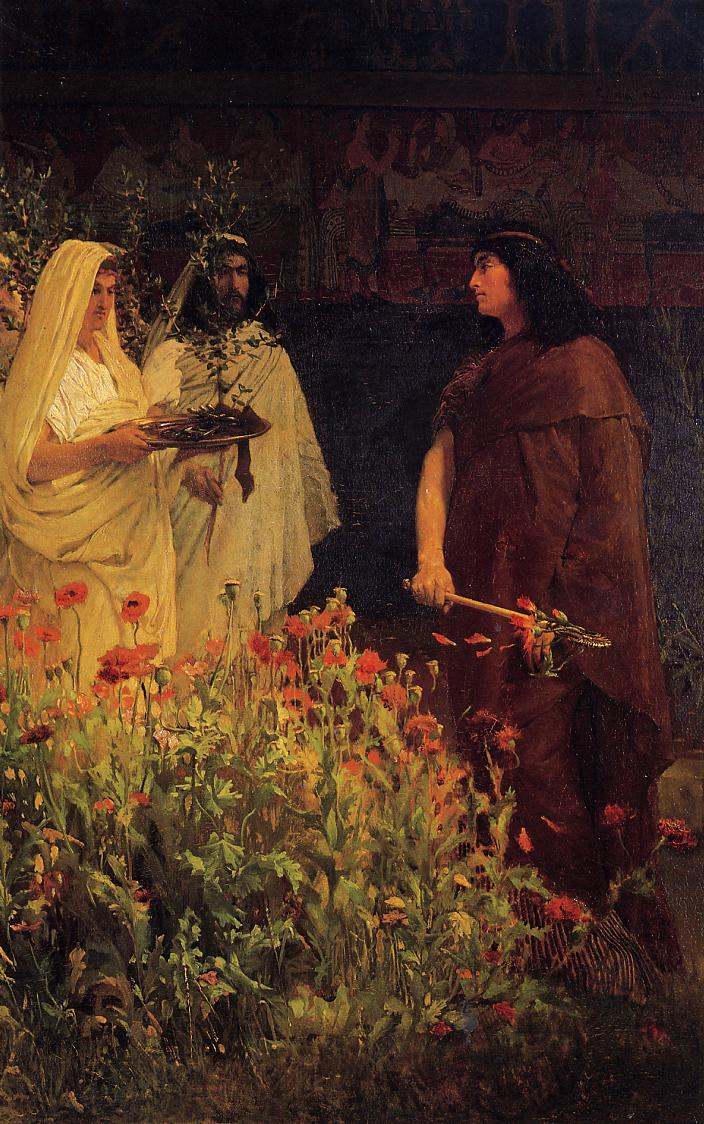
اثری از لورنس آلما تادما

### توطئه برای بازپس‌گیری تاج‌وتخت
درحالی‌که رومیان تردید نداشتند که به‌زودی تارکوئینیوس و خاندان شاهی‌اش بر سر بازپس‌گیری تاج‌وتختشان جنگی با ایشان به‌راه خواهند انداخت، تارکوئینیان به‌جای جنگ به توطئه متوسل شدند. ماجرا از این قرار بود که در روم چند جوانِ اشرافی بودند که در زمان سلطنت تارکوئینیوس همسن و هم‌بازی پسران پادشاه بودند و به خوشگذرانی و آداب‌ورسوم شاهانه خو گرفته بودند؛ و حالا که ولی‌نعمتشان خلع و سفره‌شان برچیده شده بود، شاکی بودند که «آزادیِ شهروندان به اسارتمان انجامیده است.» ازقضا، همین زمان، تعدادی فرستاده ازجانب خاندان شاه آمدند که، بدون اشاره به بازگشت تارکوئینیان، خواستار استرداد اموال شاه مخلوع شدند. سنای روم در باب این تقاضا چند روز بحث و نظرخواهی کرد. سناتورها چنین حساب‌وکتاب می‌کردند که در صورت عدم استرداد اموال شاه، ممکن است خاندان شاه این عدم استرداد را بهانه‌ی جنگ قرار دهد، اما در صورت استرداد ممکن بود این اموال خرج تأمین لوازم و تدارکات جنگی شود. در این چند روزی که سنا مشغول بحث بود، آن فرستادگان به‌کار دیگری می‌پرداختند: آشکارا استرداد اموال را می‌خواستند اما در نهان مشغول طرح‌ریزی برای بازگرداندن خاندان شاه بودند و چند جوانان اشرافی را با خود همراه کردند.
قرار شد برادرانْ ویتلیان و اکوئیلیان کار توطئه را انجام دهند. از قضا، خواهرِ ویتلیانْ همسر بروتوس بود. این زن از ازدواجش با بروتوس دو پسر به‌نام‌های تیتوس و تیبریوس داشت. دایی‌ها این دو پسر را نیز وارد توطئه کردند. در این میان، سنا تصمیم گرفت دارایی‌های تارکوئینیان را مسترد دارد؛ پس فرستادگان، به‌بهانه‌ی آماده کردن وسایط نقلیه‌ی لازم برای انتقال اموال تارکوئینیان، کمی دیگر در روم ماندند. این فرستادگان از توطئه‌گران خواستند که نامه‌هایی به خط خودشان برای تارکوئینیوس بنویسند تا او باور کند که ایشان واقعاً عزم قوی برای اجرای توطئه دارند و در هنگام ورود احتمالی خود و خاندانش به روم دستشان را در پوست گردو نمی‌گذارند. اما وقتی رسولان با توطئه‌چینان بر سر ضیافت شامی بودند، یکی از غلامان از ماجرا اطلاع یافت و کنسولان را خبر کرد. پس کنسولان فوراً از خانه راهی شدند و تمام توطئه‌گران را، به‌انضمام سفرای تارکوئینیوس، زنجیر کردند و توطئه خنثی شد.
این‌بار، خشم سناتورها را فرا گرفت و ایشان تصمیم گرفتند اموال تارکوئینیان را بازپس ندهند، بلکه میان توده‌ها تقسیمش کنند تا نفرت میان خاندان شاهی و توده‌ها زیاد شود و هرگونه شانس صلح با شاه از بین برود. توطئه‌گران نیز به مرگ محکوم شدند. آنچه محکومیت آنان را جالب‌تر کرده بود این بود که منصب کنسولیْ بروتوس را وادار کرده بود شخصاً پسرانش را مجازات کند. پس دو کنسول بر کرسی کورولی‌شان نشستند و لیکتورها (تبرداران) را جلو فرستادند. ایشان نیز محکومان را لخت کردند و شلاق زدند و سپس با تبر گردنشان را قطع کردند؛ و در تمام این مدت احساسات پدرانه‌ی بروتوس مشهود بود.

### نخستین جنگ با جمهوری روم (۵۰۹ ق.م.)
پس چون تارکوئینیوس از ماجرا باخبر شد، در خشم شد و بر آن شد این‌بار تاج‌وتختش را نه با حیله و توطئه، که با جنگ علنی بازپس بگیرد. پس ملتمسانه به شهرهای گوناگون اتروریا رفت. بیش از همه، اهالی شهرهای ویئی و تارکوئینیئی را (هر دو از قوم اتروسکان) التماس کرد و از ایشان خواست که اجازه ندهند که «من و فرزندانم، که همین تازگی‌ها شاه بودیم و حالا به خواری و دربه‌دری افتاده‌ایم، از بی‌خانمانی تلف شویم؛ چه ما نیز از نژاد اتروسکان و خویشاوند شماییم.» و گفت که قصد دارد از شهروندان ناسپاسش انتقام بکشد، و ایشان را تشویق کرد که یاری‌اش کنند، چه با یاری کردن به او می‌توانند از آن‌همه شکست‌هایی که از رومیان خورده‌اند انتقام بکشند. از یک‌سو، وینت‌ها تحت‌تأثیر انتقام‌جویی‌اش واقع شدند و کینه‌های گذشته‌شان با رومیان را به‌یاد آوردند و بر آن شدند که دعوتش را بپذیرند تا شاید رومیان را با سرداری یک رومی شکست دهند، از آن‌سو نیز اهالی تارکوئینیئی ــ که تاکنون با رومیان نجنگیده بودند ــ به اینکه شخصی خویشاوند و هم‌نامشان در روم پادشاهی کند افتخار می‌کردند. پس دو شهر اتروسکیِ نامبرده سپاهی در اختیارش نهادند تا تاج‌وتختش را بازپس گیرد. وقتی به سرحدات روم رسیدند، کنسولان برضد ایشان به‌راه افتادند: والریوس پیاده‌نظام را و بروتوس سواره‌نظام را رهبری می‌کردند. در سوی اتروسکان، آرونس تارکوئینیوس، فرزند شاه مخلوع، فرماندهی سواره‌نظام را و پدرش نیز فرماندهی پیاده‌نظام را داشت. نخست، سواران هر دو ارتش جلو آمدند. آرونس از روی لیکتورها توانست بروتوس را بشناسد. پس با دیدن اویی که خانواده‌اش را از روم تبعید کرده و تاج‌وتخت را از آنان گرفته بود برانگیخته شد و اسبش را مهمیز زد و، سرشار از انتقام‌جویی، به‌سویش تاخت. آن دوره، مشارکت شخصی سرداران در جنگ نشانه‌ی شرافت و غرورشان بود. پس بروتوس مبارزطلبی‌اش را پذیرفت و به‌سویش تاخت. در جنگ تن‌به‌تنی که روی داد، هر دو کشته شده از اسبشان به زمین افتادند. آنگاه سواران و سپس پیادگان نیز وارد کارزار شدند. و در این جنگ هیچ‌یک از دو طرف پیروز نشد. اما اتروسکان چنان ترسیدند که کار را ول کرده شبانگاه به خانه‌های خود بازگشتند. داستانی خرافی می‌گوید که سبب این کارشان صدای سیلوانوس بود که شبانگاه از جنگل برآمد و گفت «اتروسکان یک نفر بیشتر کشته داده‌اند، پس پیروز این نبرد رومیانند.» پس چون صبح شد اثری از دشمن نیافتند.

### دومین جنگ با جمهوری روم (۵۰۸ ق.م.)
این‌بار، تارکوئینیان به لارس پورسنا، پادشاه کلوسیوم (کیوزی امروزین)، پناه بردند که از نیرومندترین شاهان اتروسک بود. آنان اصل‌ونسب اتروسکی‌شان را بدو یادآوری کردند و از او خواستند اجازه ندهد که آنان، به‌عنوان هم‌خون و هم‌نژادش، دربه‌در و آواره بمانند، و سنت تازه‌ی «کنار زدن شاهان» را بی‌پاسخ نگذارد، و گرنه همه‌ی شاهان ایتالیا به سرنوشت شاه روم دچار خواهند شد. پورسنا قانع شد و با سپاهی گران به‌سوی روم راه افتاد، چه او حضور یک حکومت پادشاهی در روم ــ به‌جای جمهوری ــ را به‌صلاح اتروسکان و رژیم خودش می‌دید، و چه بهتر که شاه روم یک اتروسک باشد. تا آن تاریخ، سنای روم را چنین وحشتی فرانگرفته بود، زیرا نام و آوازه‌ی پورسنا و دولتش بسیار شهره بود. سنا نه‌تنها از دشمن، که از شهروندان خودش نیز بیمناک بود؛ چه می‌ترسید که مبادا توده‌های روم، از شدت ترس، خاندان شاه را به شهر راه دهند و با آنان صلح کنند و جمهوری سرنگون شود. پس از در دوستی با توده‌های روم درآمد و به‌ایشان خوش‌خدمتی‌های بسیار کرد و از پرداخت مالیات معافشان کرد و بار آن را بر دوش ثروتمندان انداخت و بازرگانانی به شهرهای ولسکیان و به کومای فرستاد تا گندم بخرند. با این کارها قلوب توده‌ها را جلب و وفاداری‌شان به جمهوری را تضمین کرد. قوای اتروسکان به‌خاطر رشادت هوراتیوس کوکلس نتوانست از پل سوبلیکیوس ــ که بر روی تیبر بود ــ بگذرد؛ موکیوس اسکایه‌ولا نیز ترور ناموفقی بر پورسنا ترتیب داد و سپس با سوزاندن دست راستش در آتشدان به شاه اتروسکان فهماند که رومیان در دفاع از آزادی‌شان سرسختند؛ و دختری رومی به‌نام کلوئلیا، که در دست اتروسکان اسیر شده بود، اسرای رومی را از اردوگاه اتروسکان نجات داد و شناکنان به‌آنسوی تیبر برد و تحویل خانواده‌هایشان داد. این سه سرسختیِ رومیان در دفاع از جمهوری پورسنا را متأثر کرد. پس با رومیان صلح کرد و شجاعتشان را ستود و حتی دوستشان شد و اردوگاهش را جمع کرد و با سپاهش راهی کلوسیوم شد. دو سال بعد در ۵۰۶ ق.م، باز پوبلیکولا به کنسولی برگزیده شد (سومین کنسولی پیاپی) و همکارش پوبلیوس لوکرتیوس بود. اینبار پورسنا برای آخرین بار تلاشش را برای بازگرداندن تارکوئينیوس به تاج‌وتخت روم کرد، البته تلاشی دیپلماتیک: نمایندگانی به روم فرستاد تا راجع به بازگرداندن تارکوئينیوس به تاج‌وتخت روم مذاکره کنند. اما رومیان محترمانه پاسخ دادند که «برای آخرین‌بار اعلام می‌کنیم که خاندان شاه را نمی‌پذیریم، و حتی برایمان آسان‌تر است که دروازه‌های شهر را بر دشمن بگشاییم تا بر خاندان تارکوئینیان.» پورسنا که نمی‌خواست روابط خوبِ جدیدش با رومیان را فدای رفاقت با تارکوئینیان کند، تارکوئینیان را جواب کرد. اینبار، لوکیوس تارکوئینیوس، نومید از کمک اتروسکانِ پورسنا، به لاتینان (همسایگان جنوبی روم) متشبث شد و نزد دامادش اکتاویوس مامیلیوس، پادشاه دولت‌شهر توسکولوم، رفت.

### آخرین جنگ با جمهوری روم (۴۹۹/۴۹۶ ق.م.)

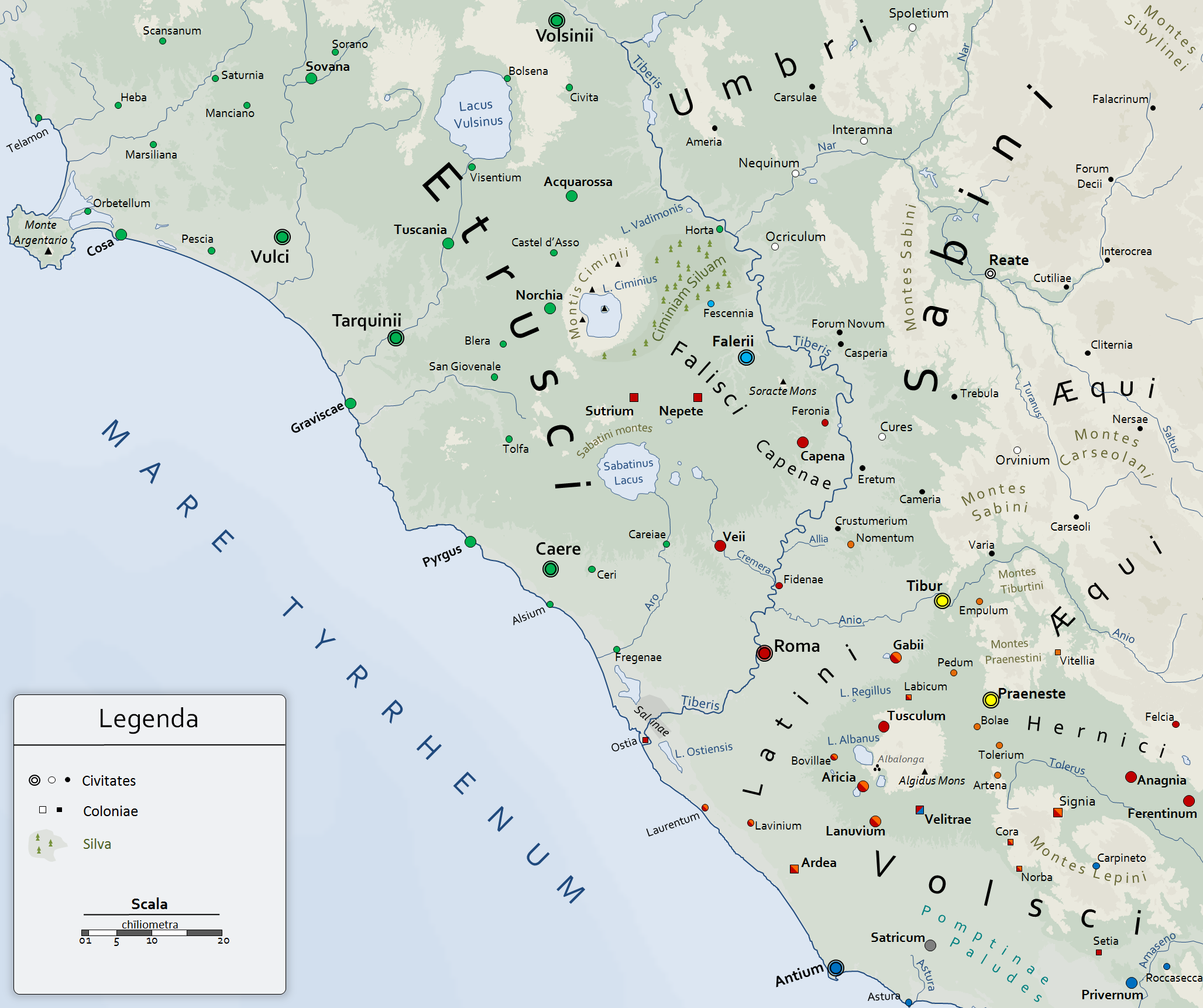
در این نقشه، روم با عنوان Roma و توسکولوم در جنوب آن با عنوان Tusculum نمایانده شده و میان این دو نیز دریاچه‌ی رگیلوس با عنوان L. Regillus واقع شده که محل درگیری جمهوری روم با قوای سلطنت‌طلب تارکوئینیوس و مامیلیوس است.

در سال‌های پناهندگی تارکوئینیوس به اکتاویوس مامیلیوس و لاتینانِ تحت امرش، این مامیلیوس سرگرم متحد ساختن سی تا از دولت‌شهرهای لاتینان جهت جنگ با روم بود. در ۵۰۱ ق.م، رومیان از تدارکات گسترده‌ی جنگی لاتینان و خاندان تارکوئینیان مطلع شدند، و چون نزدیک بود با همسایگان شرقی‌شان، سابینان، نیز وارد جنگ شوند، ترسیدند که همزمان در دوجبهه (با سابینان از شرق و لاتینان در جنوب) بجنگند. پس برای نخستین‌بار دست به نصب یک مقام موقتی بالاتر از کنسول به‌نام دیکتاتور زدند: تیتوس لارکیوس را به دیکتاتوری و اسپوریوس کاسیوس را به سمت ارباب سواران گماشتند. لیکن آن سال نه با سابینان جنگشان شد نه با لاتینان. سال بعد نیز در آرامش سپری شد و نیازی به نصب دیکتاتور نبود. اما در سال بعد، ۴۹۹ ق.م، بالاخره جنگ با لاتینان، که هرلحظه انتظارش می‌رفت، آغاز شد و رومیان برای اداره‌ی بهتر جنگ باز روی به نصب یک دیکتاتور آوردند: آئولوس پستومیوس به‌عنوان دیکتاتور و تیتوس ابوتیوس ارباب سواران انتخاب شدند. پس هر دو ارتش، رومیان به‌سرکردگی پستومیوس و ابوتیوس و لاتینان به‌سرکردگی مامیلیوس و تارکوئینیوس متکبر، با قوای بزرگی از پیاده و سواره راهی شدند و در دریاچه‌ی رگیلوس ــ واقع در حد فاصل روم و توسکولوم ــ به‌یکدیگر رسیدند. پس چون رومیان شنیدند که پادشاه مخلوع و منفورشان، تارکوئینیوس، در سپاه دشمن حاضر است، بر حرب دلیر شدند. این جنگ به نبرد دریاچه رگیلوس شهرت یافت و خونین‌ترین نبرد جمهوری شد، چنان‌که جملگی فرماندهان میدانی به تن خویش در نبرد حاضر شدند و هیچ‌یک از ایشان، به‌استثنای دیکتاتور رومی، صحیح و سالم از جنگ بیرون نیامد: تارکوئینیوس و تیتوس ابوتیوس زخمی شدند و به‌دست نیروهایشان از نبرد بیرون برده شدند، مامیلیوس نیز از ناحیه‌ی سینه مجروح شد. در بخشی از نبرد، مارکوس والریوس، برادر پوبلیوس والریوس پوبلیکولا، از پای درآمد. پس چون رومیان کشته شدن چنین مهره‌ی را دیدند، ترسیدند و شروع به عقب‌نشینی کردند، لیکن دیکتاتور پستومیوس به گردان محافظانِ خودش دستور داد هر رومی را که در حال عقب‌نشینی می‌بینند، دشمن تلقی کنند و بکشند. سربازان رومی نیز از دیکتاتور ترسیده از عقب‌نشینی دست‌کشیده جنگ را از سر گرفتند. یکی از سرداران رومی به‌نام تیتوس هرمینیوس مامیلیوس را به نیزه‌ای از پای درآورد، لیکن خودش نیز، در حالی‌که مشغول برگرفتن غنایم آن پادشاه بود، با نیزه‌ی یکی از لاتینان از پای درآمد. این جنگ به بهره‌مندی رومیان پایان یافت و تاریخ آن احتمالاً ۴۹۹ یا ۴۹۶ یا ۴۹۳  یا ۴۸۹ ق.م. بوده است.

## مرگ
او، پس از کشته شدن تنها پسر باقی‌مانده‌اش تیتوس و دامادش مامیلیوس در آن جنگ، در سال ۴۹۵ ق.م. در کومای، در دربار آریستودموس، درگذشت.